# Куропашкина
Куропашкина — деревня в Серовском районе Свердловской области России. Входит в Сосьвинский муниципальный округ.
Ранее деревня входила в состав Романовского сельсовета Серовского района.

## Географическое положение
Деревня Куропашкина расположена в 34 километрах к западу от посёлка Сосьва и в 67 километрах от города Серова, на правом берегу реки Ляли (правого притока Сосьвы, речной бассейн Тавды). В половодье автомобильное сообщение с деревней затруднено.

## Население
| 2002 | 2010 | 2021 |
| ---- | ---- | ---- |
| 48   | ↘30  | ↘3   |